# Sprattus fuegensis
Sprattus fuegensis és una espècie de peix pertanyent a la família dels clupeids.

## Descripció
- Pot arribar a fer 18 cm de llargària màxima (normalment, en fa 15).
- 13-21 radis tous a l'aleta dorsal i 12-23 a l'anal.
- Nombre de vèrtebres: 52-58.
- Cos de color blau fosc al dors i blanc platejat als laterals i el ventre.
- Totes les aletes són transparents.[3][4]

## Depredadors
A Xile és depredat pel lluç austral (Merluccius australis), i a les illes Malvines per Cottoperca gobio, Salilota australis, Schroederichthys bivius, l'agullat (Squalus acanthias), Bathyraja brachyurops i Bathyraja griseocauda.

## Hàbitat
És un peix marí, pelàgic-nerític, oceanòdrom i de clima subtropical (38°S-58°S, 70°W-57°W).

## Distribució geogràfica
Es troba a l'Atlàntic sud-occidental: des de la latitud 40°S fins a la Terra del Foc i les illes Malvines.

## Observacions
És inofensiu per als humans.